# José dos Santos Lopes
José dos Santos Lopes (25 de febrer de 1911 - 28 d'agost de 1996) fou un futbolista brasiler.

## Selecció del Brasil
Va formar part de l'equip brasiler a la Copa del Món de 1938.